# Albaida, Valencia
Albaida là một đô thị ở comarca Vall d'Albaida cộng đồng Valencia, Tây Ban Nha. Đô thị này có diện tích 35,41 km², dân số thời điểm năm 2006 là 6273 người.